# Винер (лунный кратер)
Кратер Винер (лат. Wiener) — большой ударный кратер в северном полушарии обратной стороны Луны. Название присвоено в честь американского учёного, выдающегося математика и философа, основоположника кибернетики и теории искусственного интеллекта, Норберта Винера (1894—1964) и утверждено Международным астрономическим союзом в 1970 г. Образование кратера относится к нектарскому периоду.

## Описание кратера
Ближайшими соседями кратера являются кратер Бриджмен на западе-северо-западе, кратер Пози на севере, огромный кратер Кемпбелл на северо-востоке, кратеры Лей и Нейман на востоке, кратер Николаев на юго-востоке и кратер Курчатов на юго-западе. Селенографические координаты центра кратера 40°54′ с. ш. 146°31′ в. д. / 40,9° с. ш. 146,51° в. д., диаметр 113,4 км, глубина 2,91 км.
Кратер умеренно разрушен, при этом северная его часть сохранилась в большей степени. Внутренний склон имеет следы террасовидной структуры и следы обрушения, имеет большую ширину в южной части. В северной части кратера имеется небольшой выступ. Юго-восточная часть кратера частично перекрывает сателлитный кратер Винер K (см. ниже). К восточной части кратера примыкает сателлитный кратер полигональной формы Винер F, к юго-западной – сателлитный кратер Винер Q. Средняя высота вала кратера над окружающей местностью 1590 м, объём кратера составляет приблизительно 15100 км³. Дно чаши сравнительно ровное за исключением более пересечённой южной части, испещрено множеством мелких кратеров, имеется группа центральных пиков расположенных в виде подковы. Состав центральных пиков — анортозит и габбро-норито-троктолитовый анортозит с содержанием плагиоклаза 85-90 % (GNTA1).

## Сателлитные кратеры
| Винер | Координаты                                              | Диаметр, км |
| ----- | ------------------------------------------------------- | ----------- |
| F     | 41°11′ с. ш. 149°58′ в. д. / 41,19° с. ш. 149,97° в. д. | 44,9        |
| H     | 39°43′ с. ш. 149°53′ в. д. / 39,72° с. ш. 149,88° в. д. | 17,7        |
| K     | 39°16′ с. ш. 147°58′ в. д. / 39,26° с. ш. 147,96° в. д. | 94,5        |
| Q     | 39°16′ с. ш. 144°58′ в. д. / 39,27° с. ш. 144,97° в. д. | 30,7        |

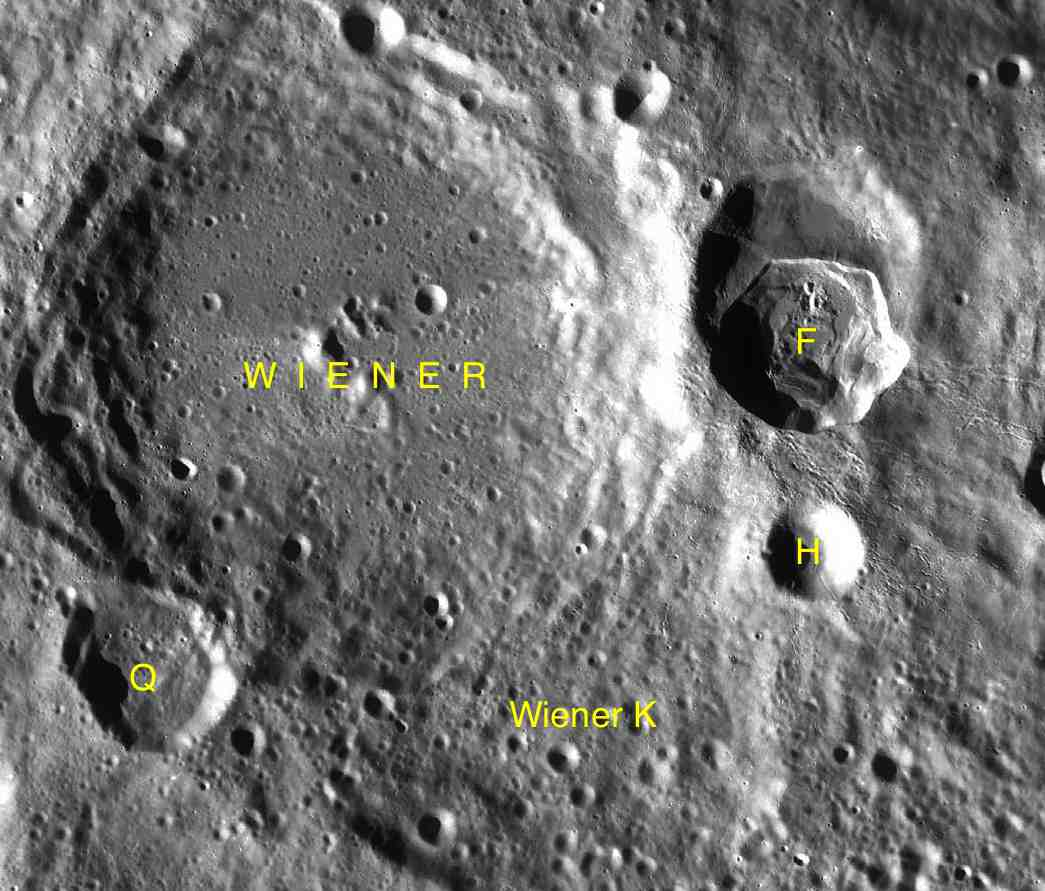
Фрагмент карты LAC-31.

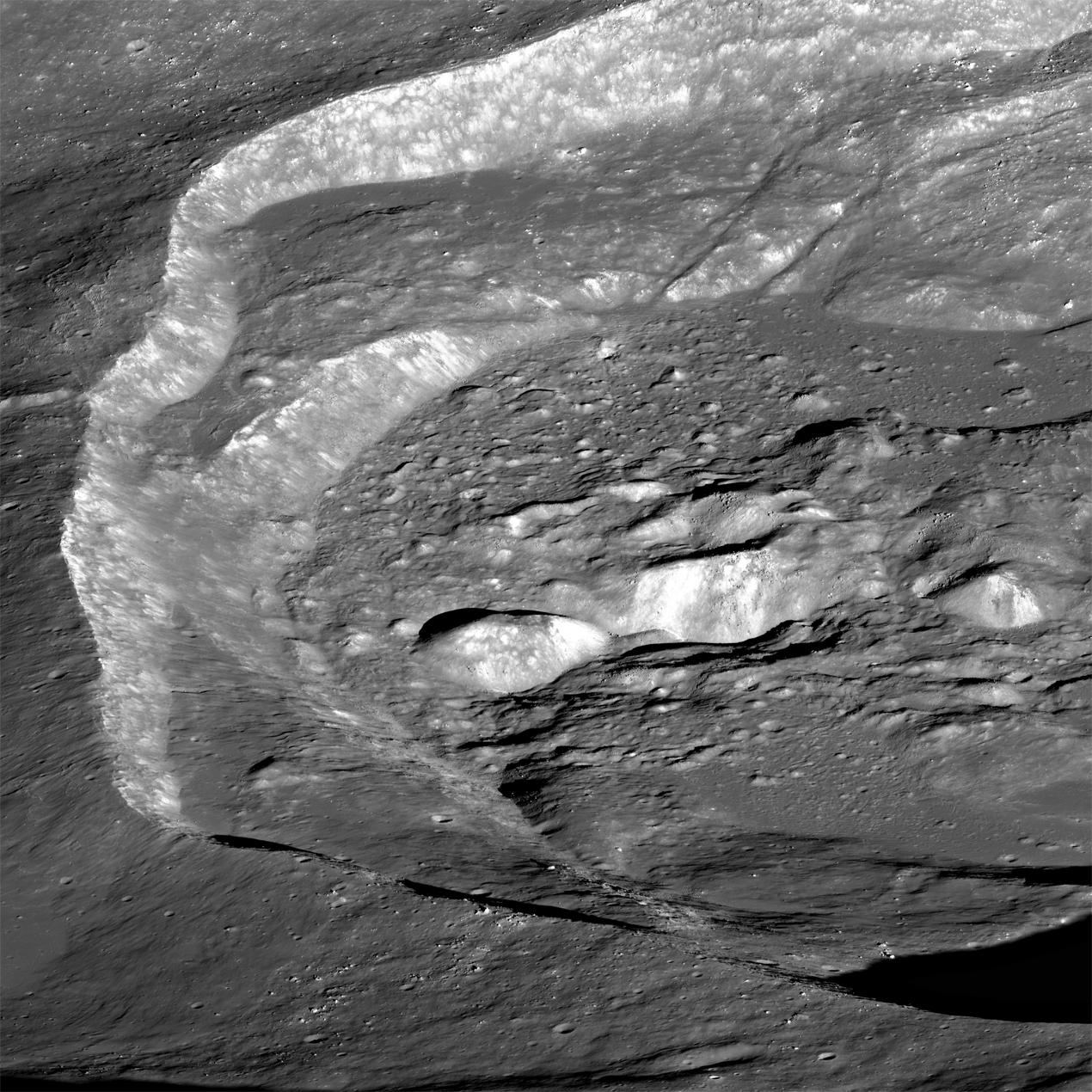
Сателлитный кратер Винер F. Ширина области снимка 13 км. Снимок Lunar Reconnaissance Orbiter.

- Сателлитный кратер Винер F представляет наиболее интересную на Луне демонстрацию расплавленных при импакте образовавшем кратер пород, которые заполнили чашу безымянного кратера на севере.
- Образование сателлитного кратера Винер F относится к коперниковскому периоду[1].
- Образование сателлитного кратера Винер K относится к донектарскому периоду[1].
- Образование сателлитного кратера Винер Q относится к раннеимбрийскому периоду[1].